# Soberano doble
La moneda de dos soberanos (£2; 40s), conocida como soberano doble, es una moneda de oro de curso legal del Reino Unido,que posee un valor nominal de dos libras esterlinas o 40 chelines. 
Fue acuñada por primera vez usando el diseño de Benedetto Pistrucci en el año 1820 bajo el reinado de Jorge III y aunque este diseño inicial no entró en circulación, ya que terminó siendo una pieza de patrón. Esta pieza, precursora de la moneda de la etapa decimal de la libra, tiene un diámetro similar de 28.4 mm.

## Historia
La historia del soberano doble, se remonta al año 1485, cuando por ese entonces se acuñaban monedas de un soberano de mayor tamaño con los troqueles del soberano inglés tradicional, aunque no entraron en circulación, se cree que se produjeron para propósitos experimentales con el objeto de convertirse en piezas piedfort (monedas inusualmente gruesas).
Tras la introducción de un nuevo soberano británico en 1817, se acuñó una pieza especial de dos soberanos en acabado proof en 1820. Sin embargo, al igual que la antigua moneda piedfort, este soberano doble jamás entró en circulación. En 1887, se acuñó una nueva pieza de dos soberanos para conmemorar el jubileo dorado de la Reina Victoria, aunque a diferencia de las dos instancias previas, estas piezas circularon de manera regular. 
La moneda de dos libras, fue, desde 1823 hasta por lo menos entrado el siglo XX, una pieza emitida irregularmente, en instancias específicas y separadas generalmente por una gran cantidad de tiempo, principalmente debido a su elevado valor nominal, que superaba con creces el valor de muchos de los elementos que podía consumir la ciudadanía en su vida diaria. 

### sigloXIX
La moneda fue normalmente acuñada en empaques y acabados proof, aunque las ediciones de 1823, 1887, 1893 y 1902 no circularon en lo absoluto. El peso normal de una denominación era de 16 gramos, con el usual diámetro de 28.4 milímetros. 
La primera aparición de esta moneda en el siglo XIX, fue en 1820, durante el último año de vida del rey Jorge III. Esta rara moneda no fue acuñada para circular, tan solo como un patrón de moneda. El obverso muestra el busto del rey orientado hacia la derecha con una guirnalda en su cabeza. La moneda porta la leyenda "GEORGIUS III D G BRITANNIARUM REX F D  1820." (en español: "Jorge III, Por la gracia de Dios, Rey de los Británicos, Defensor de la Fe, 1820" ). El reverso, por su parte, no porta inscripción alguna y solo muestra una versión de mayor tamaño del diseño "San Jorge y el Dragón" de Benedetto Pistrucci.
La versión circulante del soberano doble apareció recién tres años después, durante el corto reinado de Jorge IV, en 1823. La moneda porta la leyenda "GEORGIUS IIII D G BRITANNIAR REX F D" (Jorge IIII (IV), por la gracia de Dios, Rey de los Británicos, Defensor de la Fe). La fecha y el diseño de Pistrucci aparecen en el reverso y en el borde, la inscripción             "DECUS ET TUTAMEN ANNO REGNI IV" (en español: "Gloria y Defensa. IV (cuarto) año de reinado). El retrato del rey Jorge IV fue diseñado por Jean Baptiste Merlen. Este diseñador en principalmente conocido por sus diseños de reversos, siendo el retrato de la moneda de dos libras el único que anverso que realizó en su carrera, usando como modelo el diseño de Sir Francis Chantrey. Aparentemente, Pistrucci se negó a trabajar con el modelo realizado por otro artista. La calidad de la acuñación fue excepcional, con lo cual se logró uno de los mejores diseños de dicha denominación en toda la historia británica. El reverso de esta moneda diseñado por Pistrucci conformó la base para el diseño de los futuros reversos de las décadas posteriores hasta el día de hoy. 
Las monedas de acabado proof de entre 1824 y 1826 contienen un busto de inferior tamaño del rey, con la leyenda "GEORGIUS IV DEI GRATIA" (en español: "Jorge IV, Por la gracia de Dios" ) y la fecha, mientras que el reverso contiene un escudo coronado dentro de la capa de un manto, con la leyenda "BRITANNIARUM REX FID DEF" (en español: "Rey de los Británicos, Defensor de la Fe"). La edición de 1826, contiene además la inscripción "DECUS ET TUTAMEN ANNO REGNI SEPTIMO" (en español: "Gloria y Defensa. Séptimo Año de Reinado). 
En 1831, se produjo una moneda en acabado proof durante el comienzo del rey Guillermo IV. El obverso contiene un busto orientado a la derecha del rey junto con una inscripción adjunta que reza "GULIELMUS IIII D G BRITANNIAR REX F D" (en español: "Guillermo IV, Por la gracia de Dios, Rey de los Británicos, Defensor de la Fe" ). Mientras que el reverso contiene un escudo coronado con la leyenda  ANNO 1831 (Año 1831). No hay inscripción alguna en los bordes.
La próxima aparición de la denominación no fue hasta el Jubileo Dorado de la reina Victoria en 1887. La cabeza del jubileo fue empleada en el anverso junto con la inscripción VICTORIA D G BRIT REG F D (en español: "Victoria, Por la gracia de Dios, Reina de los Británicos, Defensora de la Fe" ), mientras que en el reverso se muestra el diseño de San Jorge asesinando al Dragón, con la fecha de acuñación adjunta. El borde de esta pieza está fresado. Esta pieza también fue producida en menores cantidades en la Casa de la Moneda de Sídney, Australia, lo cual es posible identificar gracias a la presencia de una letra "S" sobre el centro donde se ubica la fecha.  
En 1893 también se acuñó esta denominación tras el cambio de diseño en el retrato de la reina (busto viejo o veleado), junto con la leyenda VICTORIA DEI GRA BRITT REGINA FID DEF IND IMP (en español: "Victoria, Por la gracia de Dios, Reina de los Británicos, Defensora de la Fe").

### sigloXX
Durante el reinado del sucesor de la Reina Victoria, Eduardo VII, se acuñaron monedas de soberanos dobles con fines circulatorios similares a las de su predecesora, con su mismas dimensiones y reverso. La moneda de 1902 de Eduardo VII, se acuñó también en la Casa de la Moneda de Sídney (igual que con la reina).
Sin embargo, durante el reinado de Jorge V, el Reino Unido entró en la Segunda Guerra Mundial, y, para financiar los gastos militares, se vio obligado a recortar (en el caso de monedas de plata, por ejemplo fueron envilecidas, su contenido se redujo de 92.5% a tan solo 50% en 1919) para luego suspender y eliminar por completo la emisión de moneda para circulación regular en especie en 1925 (en el caso del oro), lo que hizo que la producción de piezas como el soberano doble se reservaran tan solo para eventos conmemorativos, típicamente para celebrar el ascenso de un rey al poder.
En el caso del corto reinado de Eduardo VIII, (20 de enero de 1936 - 11 de diciembre de 1936) tan solo se diseñaron y produjeron unas pocas piezas de prueba, actualmente en manos privadas; Se desconoce su precio actual, pero se especula (en especial tras la venta de un soberano del mismo rey), que su precio debe estar en los £1.5 y £2 millones.
Durante el reino de Jorge VI solo se acuñaron soberanos dobles conmemorativos en los primeros años de su reinado (1936, respectivamente)
Ya durante la década de 1950, durante el comienzo del reinado de la actual monarca, Isabel II, la práctica de acuñar piezas en oro para circulación había caído en desuso; Sin embargo, durante 1953 (año en que fue coronada) se produjo una pequeña tirada de piezas de dos soberanos, aunque finalmente, lo fue lanzada al mercado, por lo que se ha vuelto una piezas altamente coleccionable, alcanzando un precio de casi £100,000.
No se produjeron más soberanos dobles hasta 1980, y desde entonces, han sido acuñados de manera algo irregular; Desde 1980 hasta 1984, se empleó el retrato de la reina diseñado por Arnold Machin, desde 1985 hasta 1996, se empleó el creado por Raphael Maklouf, y desde 1996 en adelante se han empleado las efigies realizadas por Ian Rank-Bradley. Hasta el año 1993, todos los soberanos dobles usaron el reverso de Pistrucci, excepto por el año 1986, que se empleó una versión del reverso usado en una versión circulante de la moneda de dos libras. Y en 1989, se empleó un diseño completamente nuevo para conmemorar el 500.º aniversario del primer soberano de oro de Enrique VII: El anverso muestra a la reina sentada en el trono de coronación sosteniendo la orbe y el cetro junto con la inscripción ELIZABETH II DEI GRA REG FID DEF  (en español: "Isabel II, Por la gracia de Dios, Reina de los Británicos, Defensora de la Fe" ), mientras que en el anverso se muestra una rosa tudor doble y la inscripción ANNIVERSARY OF THE GOLD SOVEREIGN 1489-1989 (en español: "Aniversario del Soberano de Oro 1489-1989")
Los soberanos dobles continúan siendo acuñados por la Royal Mint como monedas bullion, mientras que algunas son acuñadas en calidad de proof y continúan siendo de curso legal.
En 2017, se produjeron un número limitado de piezas de piedfort para conmemorar el 200.º aniversario del Soberano Británico; Esta nueva edición contenía un diseño de anverso especial con una jarretera. Tienen el diámetro de un soverano, pero un peso y un contenido de oro igual al de un soberano, debido a su espesor. Estas piezas fueron acuñadas en menor medida, tanto en 2018 como en 2019.

## Moneda de dos libras circulantes
Desde 1986, la Royal Mint ha producido monedas de £2 en cuproníquel y se han producido algunas ediciones en oro de estas monedas circulantes, para propósitos numismáticos y para coleccionistas.